# 파드마강

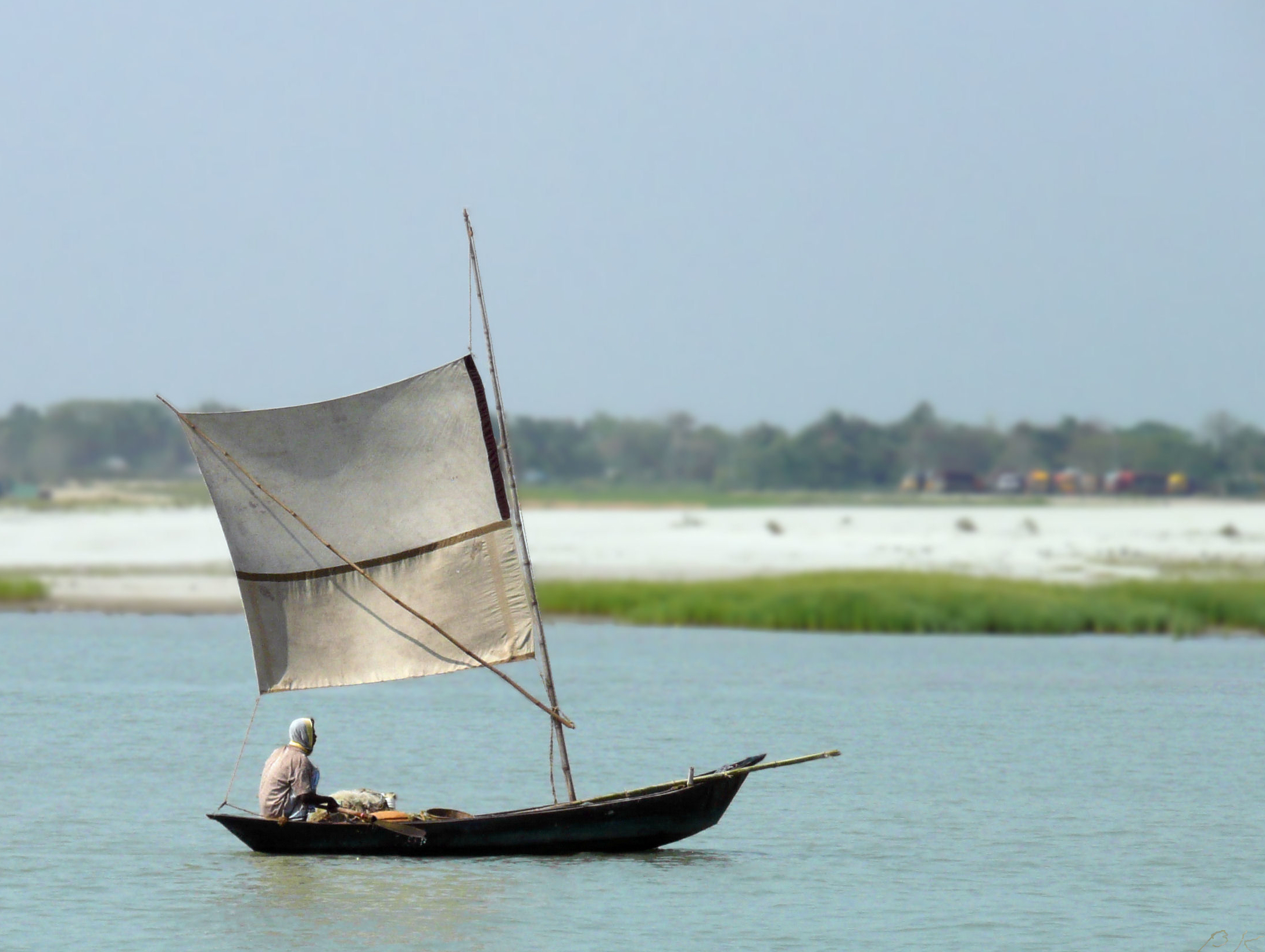
방글라데시의 파드마강

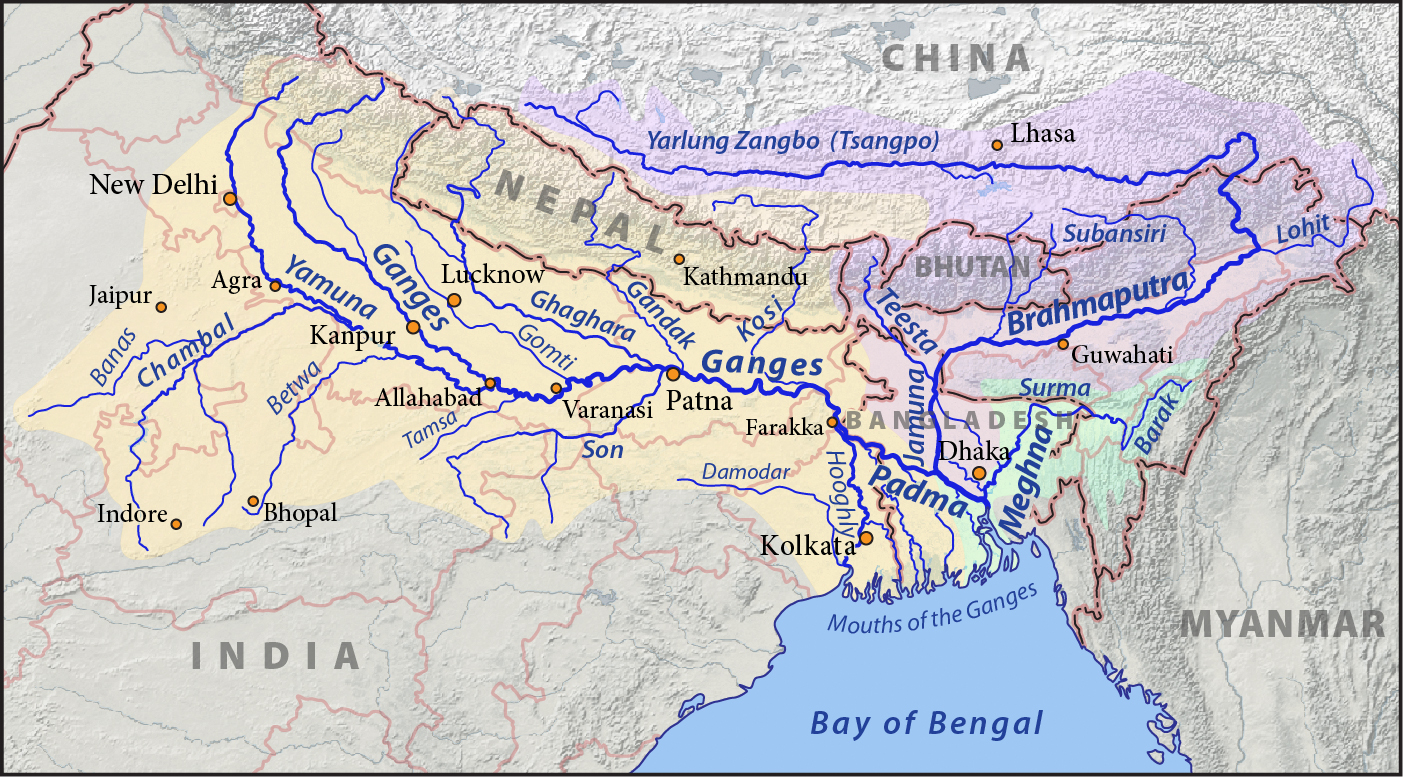
파드마강을 포함한 벵골만으로 흘러드는 주요 강들을 보여주는 지도

파드마강(벵골어: পদ্মা নদী)은 방글라데시의 주요 강이다. 갠지스강의 주요 지류로, 남동쪽으로 356 km(221마일) 흘러 벵골만 근처의 메그나강과 합류한다. 라지샤히는 강둑에 위치해 있다. 1966년 이래로, 파드마강의 침식으로 인해 66,000 헥타르 이상의 땅이 손실되었다.

## 역사

### 어원
연꽃을 뜻하는 산스크리트어인 파드마는 힌두교 고대 경전에서 락슈미 여신의 별칭으로 언급되었다.

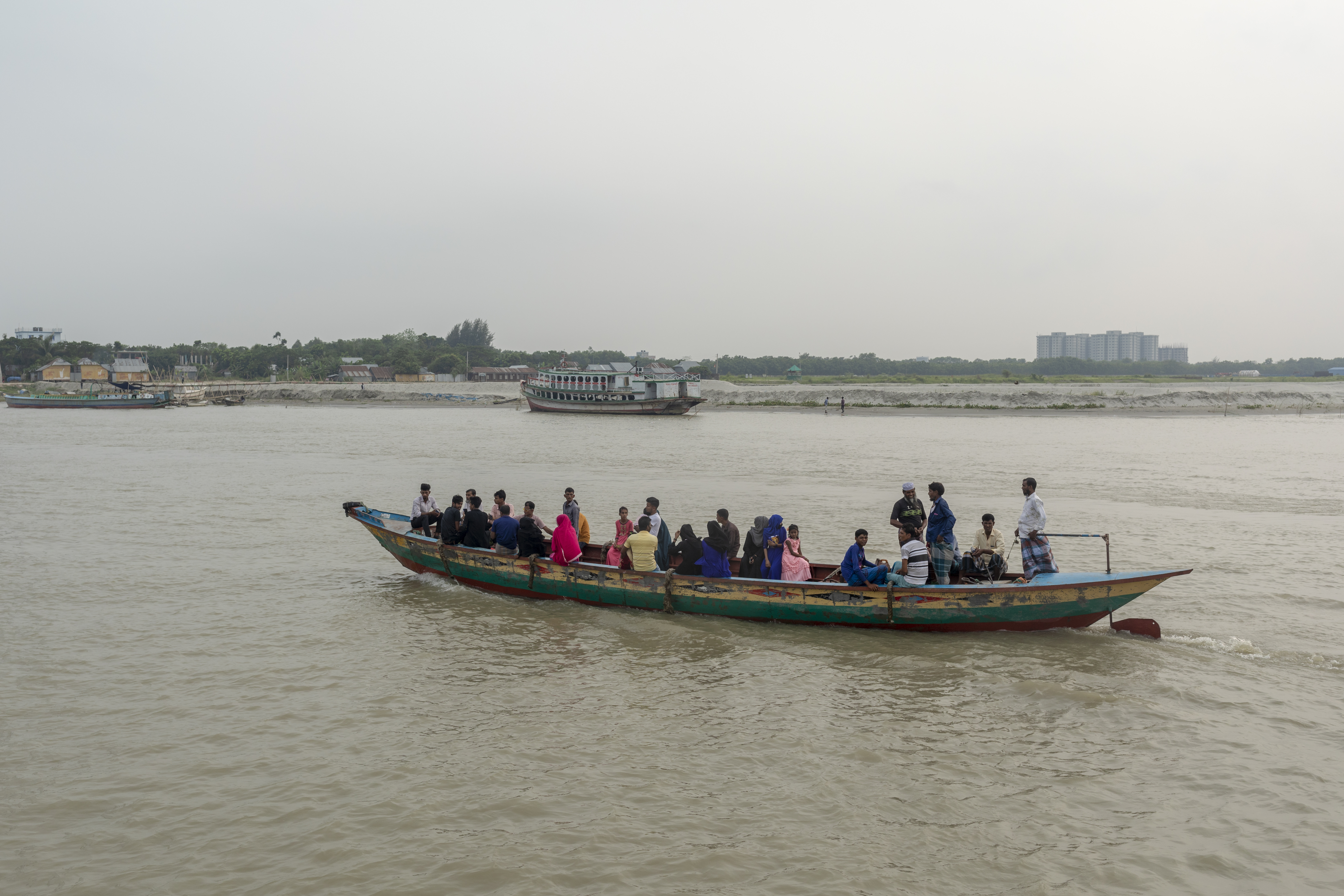
파드마강의 엔진 보트

파드마라는 이름은 후글리강으로도 알려진 또 다른 갠지스강 분포 지역인 바기라티강(인도)의 이륙 지점 아래 갠지스강(강가)의 코스의 하부에 붙여졌다. 파드마는 아마도 다양한 시기에 여러 채널을 통해 흘러갔을 것이다. 일부 저자들은 삼각형 부분에 있는 갠지스강의 각 분포 지역이 오래된 주요 수로의 잔해이며, 가장 서쪽에 있는 바기라티(인도 서벵골주)에서 시작하여 동쪽에 있는 각 분포 지역이 서쪽에 있는 것보다 새로운 수로의 위치를 표시한다고 주장한다.

## 지리학
파드마강은 인도에서 나와브간지 근처에서 방글라데시로 들어와 아리차 근처에서 자무나강을 만나 이름을 유지하지만, 찬드푸르 근처에서 메그나강과 만나 벵골만으로 흘러가기 전에 메그나라는 이름을 채택한다.
방글라데시 서부의 주요 도시인 라지샤히는 파드마강의 북쪽 둑에 위치해 있다.
갠지스강은 히말라야산맥의 간고트리 빙하에서 발원하여 인도와 방글라데시를 거쳐 벵골만까지 이어진다. 파드마강은 차파이 나바브간지구의 쉬브간지에서 방글라데시로 들어간다. 갠지스강은 인도 무르시다바드구의 기리아에 있는 후글리강과 파드마강으로 나뉜다.
더 하류의 골란도에서 발원지로부터 2,200 킬로미터(1,400 마일) 떨어진 곳에서 파드마강은 자무나강(하류 브라마푸트라강)과 합류하고, 그 결과로 파드마라는 이름이 더 동쪽으로 흘러 찬드푸르로 간다. 방글라데시에서 가장 넓은 강인 메그나강은 파드마강과 합류하여 남쪽으로 거의 일직선으로 이어져 벵골만에서 끝난다.